# Beaufort-Spontin

Stemma di Casa Beaufort-Spontin

Beaufort-Spontin è una nobile famiglia, originaria della provincia di Namur, nell'attuale Belgio, che ricopriva incarichi di rilievo sotto gli imperatori del Sacro Romano Impero nei Paesi Bassi meridionali. Un membro degno di nota della famiglia fu Federico Augusto Alessandro di Beaufort-Spontin, che diventò il primo Duca di Beaufort-Spontin nel 1782. I cadetti portano il titolo di Conte o Contessa. I membri della famiglia risiedono attualmente in Austria.

## Storia
La famiglia discende dai conti di Beaufort, che possedettero le terre attorno a Huy al principio dell'XI secolo. La famiglia originale si divise in diversi rami, incluso quelli di Spontin e di Vêves (i conti di Liedekerke-Beaufort discendono da quest'ultimi). Il ramo di Beaufort-Spontin si stabilì a Freÿr al principio del XV secolo.

## Duchi di Beaufort-Spontin
1. Carlo Alberto di Beaufort-Spontin (1713-1753), creato nel 1746 conte e marchese di Beaufort-Spontin; ∞ Marie Marguerite Rose Dorothée Victoire Comtesse de Glymes, Marquise de Courcelles et de Florennes, Erbin von Florennes (1732-1755), figlia ed erede di Jean Victurnien Joseph e Marguerite Ferdinande Isabelle de Glymes, Marquise de Florennes
  1. Carlo Alessandro di Beaufort-Spontin, Comte et Marquis de Beaufort-Spontin (1750–1766)
  2. Federico Augusto Alessandro di Beaufort-Spontin (1751–1817), conte di Beaufort, marchese di Spontin e di Florennes. Fu elevato al rango di duca nei Paesi Bassi meridionali nel 1782 e a conte del Sacro Romano Impero nel 1789.[1] Fu il ciambellano dell'arciduca Carlo d'Austria a Bruxelles, governatore generale dei Paesi Bassi per conto delle potenze della sesta coalizione nel 1814. Fu anche presidente del concilio privato, ciambellano, e gran maresciallo della corte del re Guglielmo I dei Paesi Bassi.[1][6]; ∞ I Maria Leopoldina Álvarez de Toledo († 1792) figlia di Pedro Álvarez de Toledo, duca dell'Infantado; ∞ II contessa Ernestine Margarete von Starhemberg, † 1832, figlia del principe Ludwig von Starhemberg
    1. (I) Franziska Philippine Thomas, † 1830; ∞ Francisco de Borja Téllez-Girón, X duca di Osuna, † 1820
    2. (II) Federico Ludovico Ladislao di Beaufort-Spontin (1809–1834), II duca di Beaufort-Spontin
    3. (II) Valérie Georgine (1811–1887) ∞ I Georg Graf von Starhemberg (1802–1834), II Theodor Graf van der Straten-Ponthoz (1809–1889)
    4. (II) Marie Hermengilde (Gilda) (1813–1880) ∞ Camille Mouchet de Battefort, Comte de Laubespin (1812–1876); Erbin von Freÿr
      1. Théodule Mouchet de Battefort, Comte de Laubespin (1848–1935), auf Freÿr, ∞ Louise d'Avesgo de Coulonges
        1. Humbert Mouchet de Battefort, Comte de Laubespin (1881–1928) ∞ Odette Lagarde
          1. Herménégilde (1919–1987), auf Freÿr, ∞ Baron François Bonaert (3 figli)

    5. (II) Carlo Alfredo di Beaufort-Spontin (1816–1888), III duca di Beaufort-Spontin, diventò membro ereditario della camera dei signori d'Austria, ricevendo il titolo di principe di Beaufort ed i trattamento di altezza serenissima nel 1876.[1] ∞ I Pauline de Forbes, † 1846, figlia di Charles Théodore Palamède de Forbes, Marquis de Janson; ∞ II principessa Teresa di Thurn und Taxis, † 1883, figlia del principe Massimiliano Carlo
      1. (I) Federico Giorgio Maria di Beaufort-Spontin (1843–1916), IV duca di Beaufort-Spontin ∞ principessa Marie Melanie de Ligne
        1. Enrico Maria Eugenio di Beaufort-Spontin (1880–1966), V duca di Beaufort-Spontin ∞ contessa Marie-Adelheid di Silva-Tarouca
          1. Federico Giuseppe Carlo di Beaufort-Spontin (1916–1998), VI duca di Beaufort-Spontin ∞ Christiane Steinheuer
            1. Federico Cristiano di Beaufort-Spontin, VII duca di Beaufort-Spontin (nato nel 1944)[7] ∞ Astrid Deeg (2 figlie)
            2. Christian Friedrich Walter Graf von Beaufort-Spontin * 1947 ∞ Eva Horestzky (2 figlie)

## Dimore e castelli

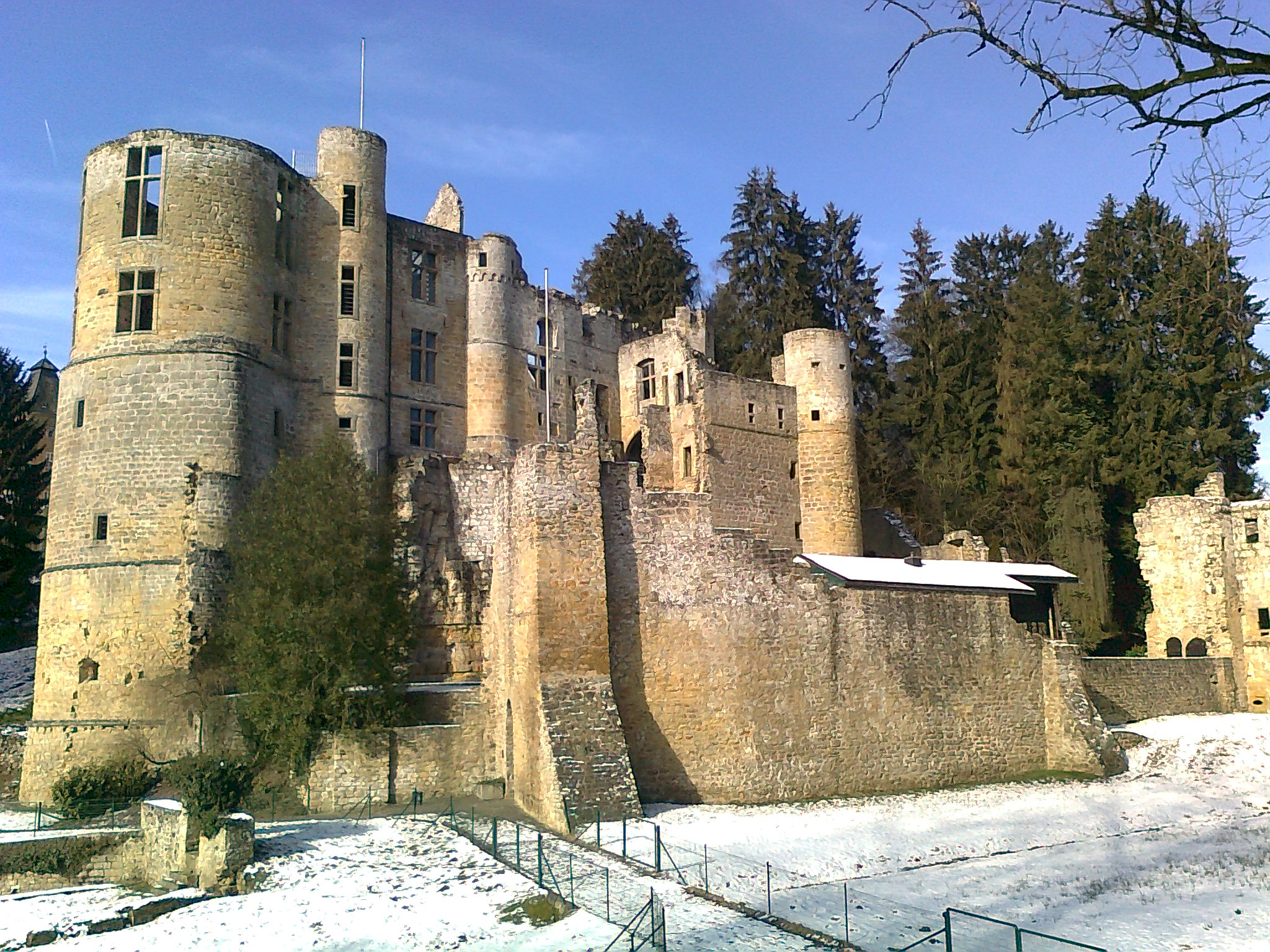
Rovine del castello di Beaufort in Lussemburgo
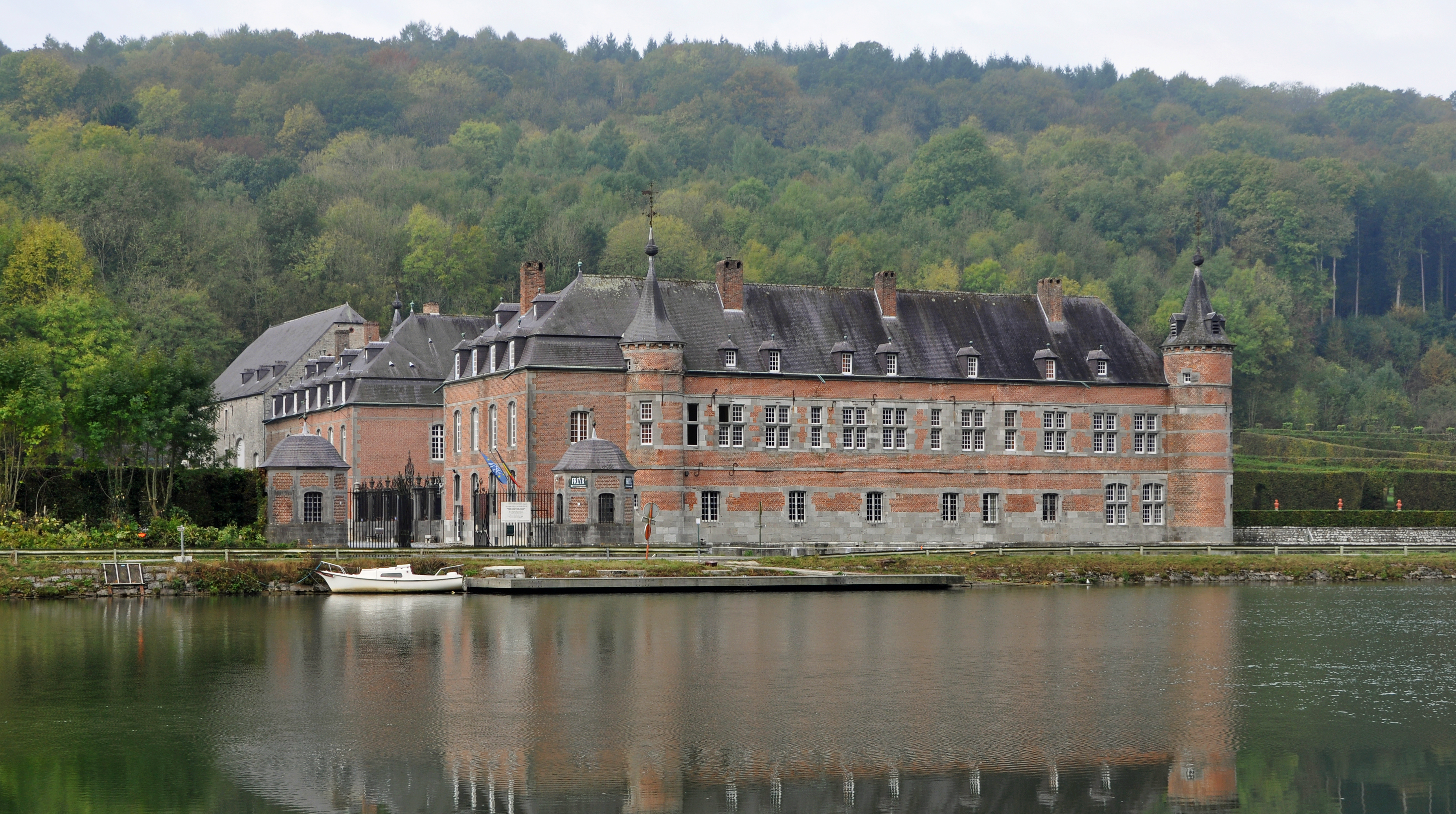
Il castello di Freÿr visto dal Mosa
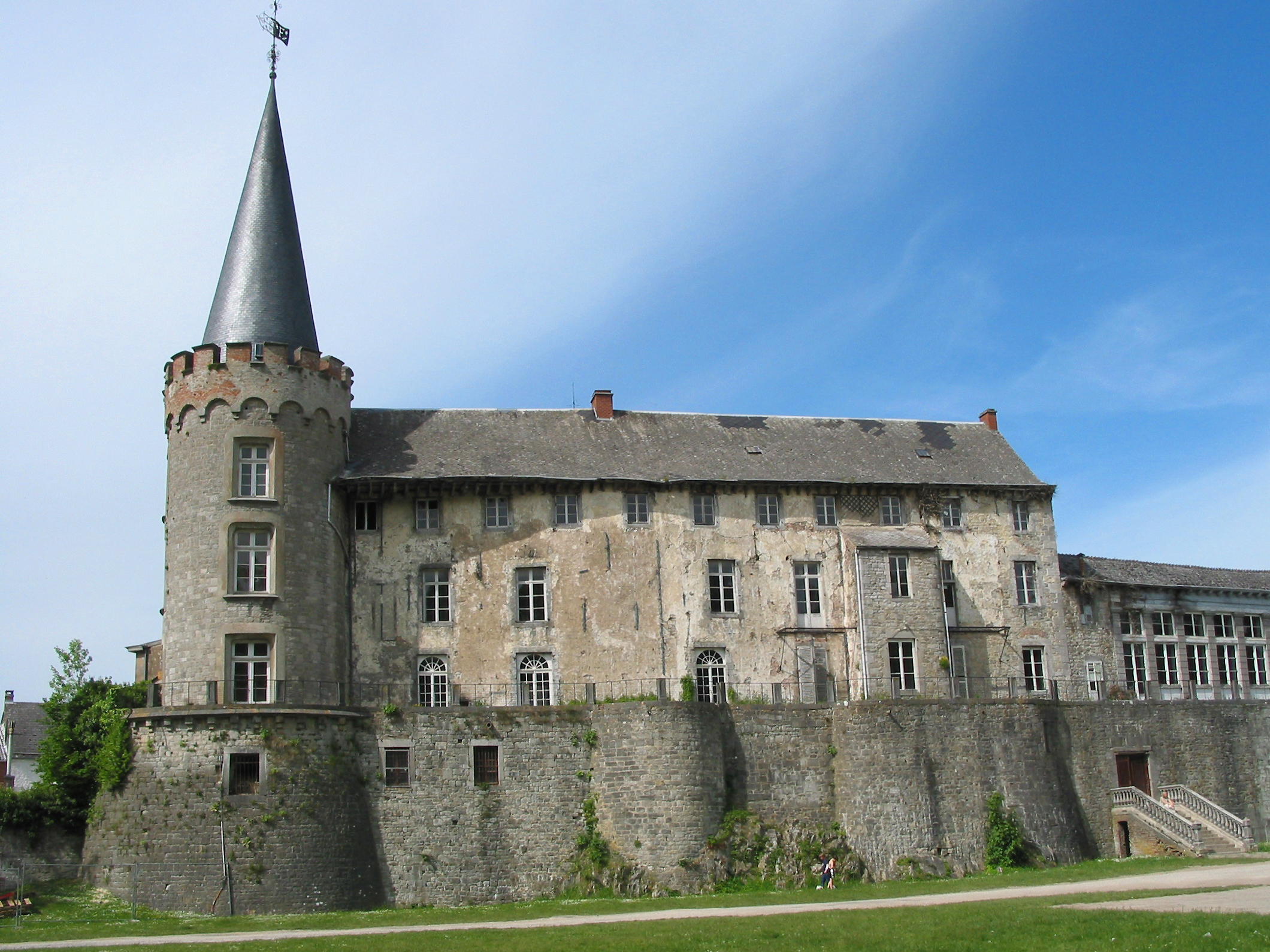
Il castello di Florennes (ex Château de Beaufort) a Florennes, provincia di Namur
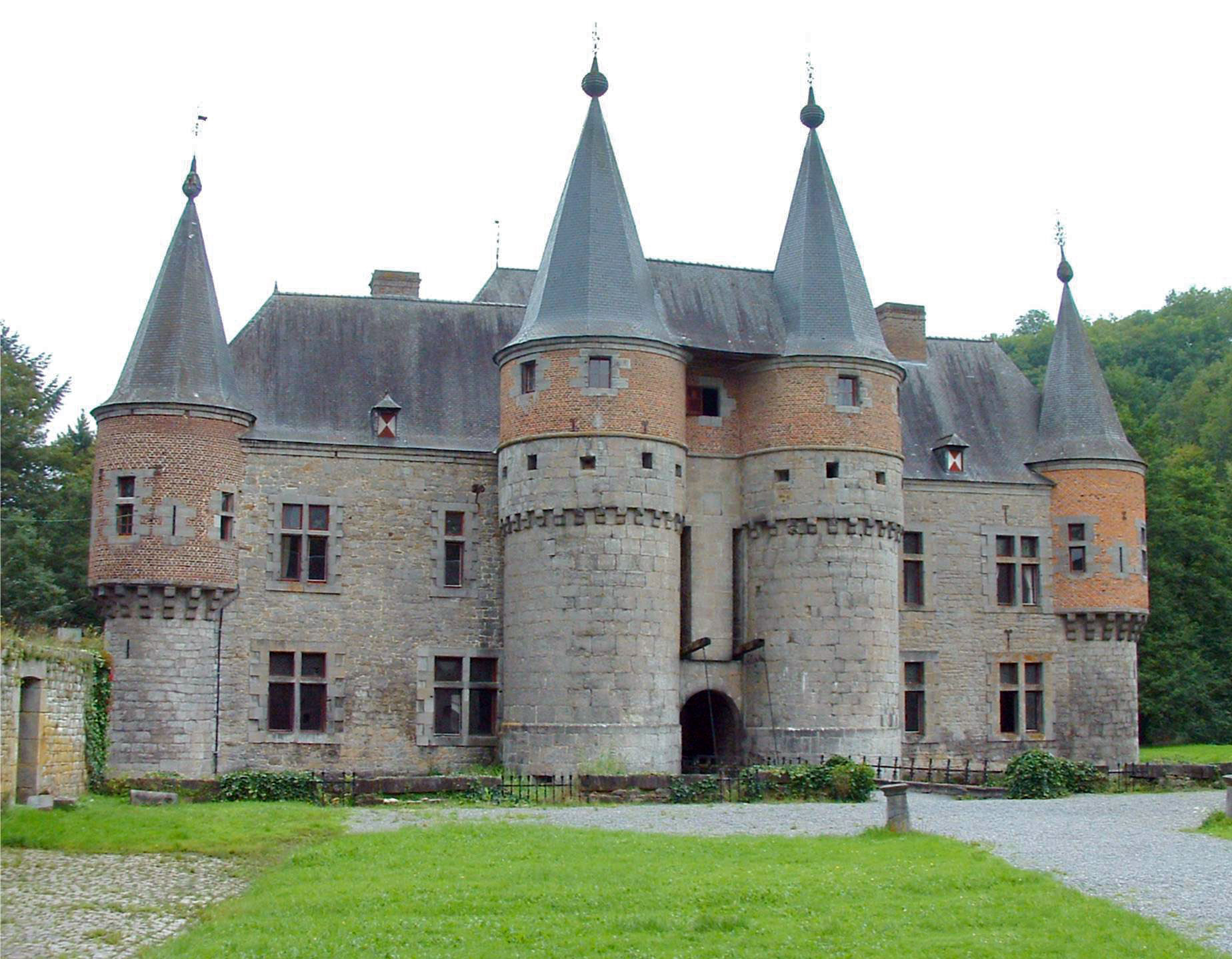
Il castello di Spontin Castle, Yvoir, Namur
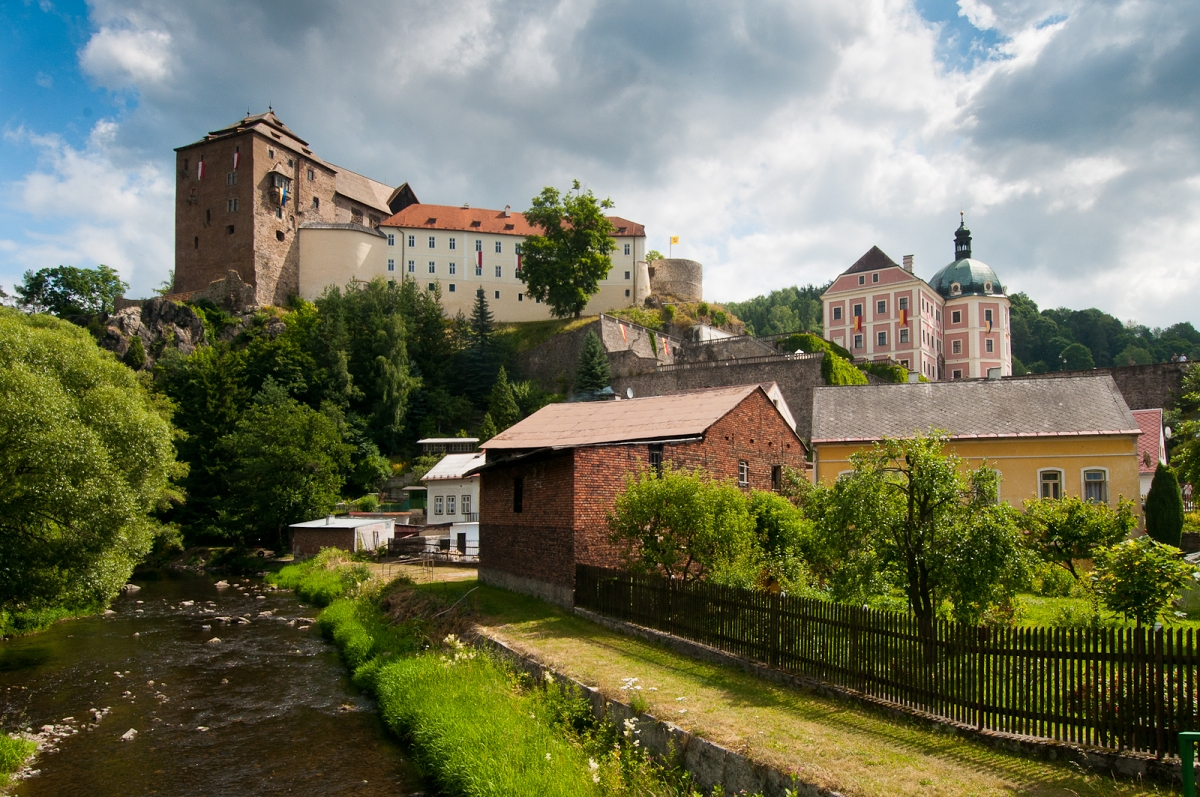
Il castello di Bečov (ex castello di Petschau) a Bečov nad Teplou in Repubblica Ceca